# Histoire de l'art en Acadie
L'histoire de l'art en Acadie s'échelonne sur plus de quatre siècles. Les premiers textes littéraires d'Amérique du Nord sont produits par Marc Lescarbot en Acadie en 1606. La situation socio-économique et ensuite le Grand Dérangement ont toutefois longtemps empêché les Acadiens de produire un grand nombre d'œuvres d'art. La tradition orale reste d'ailleurs forte jusque dans les années 1960, où la culture se diversifie.

## Enpremier

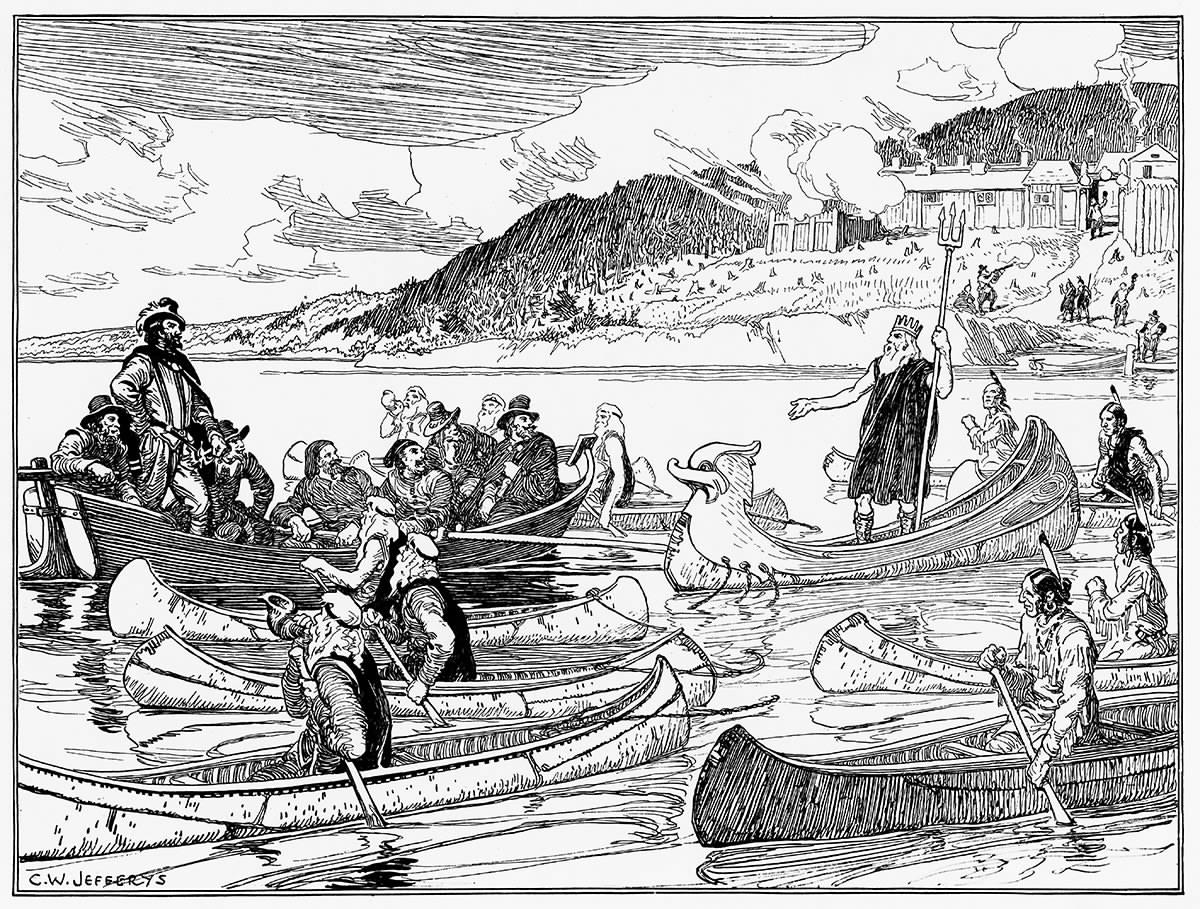
Présentation du Théâtre de Neptune face à l'habitation de Port-Royal. Dessin de Charles William Jefferys.

L'empremier, autrement dit la période de l'histoire acadienne d'avant 1755, compte peu d'artistes dont l'œuvre a survécu jusqu'à nos jours et aucune organisation professionnelle. Marc Lescarbot produit toutefois les premiers textes littéraires en Amérique du Nord en 1606. Des visiteurs comme Biard, Leclercq, Denys, Dièreville, Maillard et Bourg écrivent ensuite sur la géographie, la flore et la faune de l'Acadie. Des religieux comme Mgr de Saint-Vallier témoignent quant à eux des conditions religieuses et économiques. La lenteur de la croissance démographique et la situation stratégique de l'Acadie, causant de nombreuses guerres, expliquent d'ailleurs que les textes produits en Acadie ne sont pas comparables à ceux du Canada ou de la France.

## De la déportation à la renaissance
La déportation des Acadiens a lieu de 1755 à 1763 mais le rétablissement complet de la population n'a pas lieu avant les années 1820. La culture et la société acadienne se reconstruisent lentement, une période parfois appelée les Cent ans dans les bois[réf. nécessaire], sans littérature mais avec une tradition orale florissante ayant laissé histoires, légendes et chansons jusqu'à nos jours. Un système scolaire commence à prendre forme vers le milieu du XIXe siècle et le Collège Saint-Joseph est fondé à Memramcook en 1854. Ses diplômés s'impliquent activement dans leur communauté et, aidés par le clergé, ils se préoccupent de leur identité et de leurs aspirations dans une société désormais dominée par une majorité d'anglo-protestants.

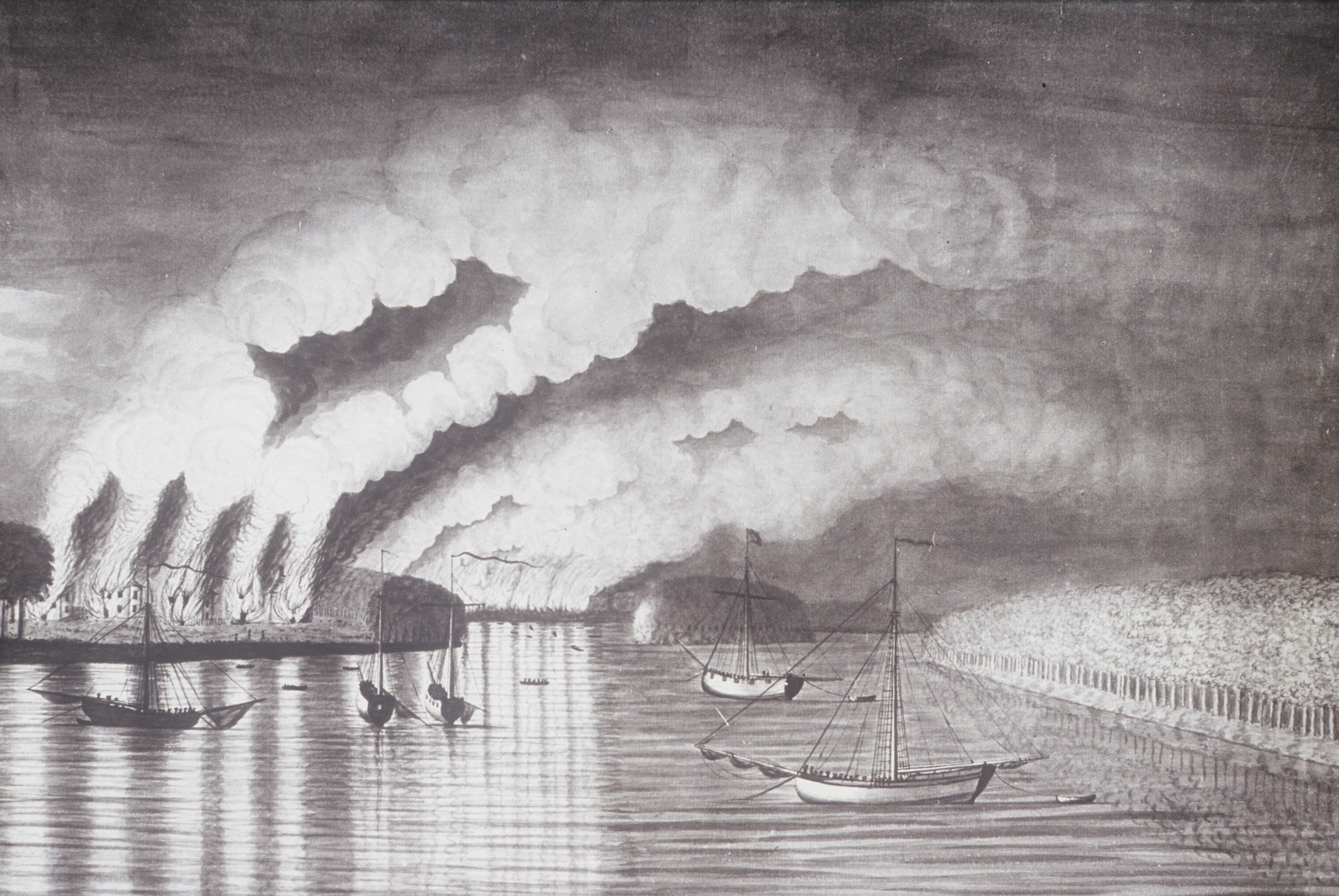
Vue du pillage et de l'incendie de la cité de Grimrose, la seule représentation contemporaine connue de la déportation des Acadiens, par Thomas Davies, 1758.
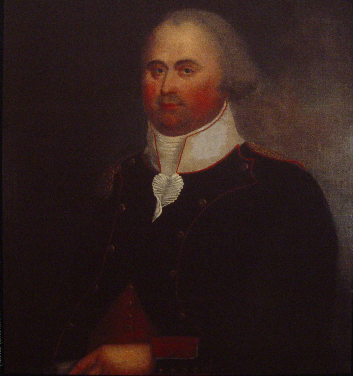
Portrait de Pierre Douville (1745-1794), déporté à l'âge de 13 ans. Ce portrait, peint vers 1790, est l'un des seuls connus d'un survivant de la déportation.

## De la Renaissance aux années 1950
La prise en main de la société, de l'économie et de la politique par les diplômés du collège Saint-Joseph et du clergé est ravivée par les Conventions nationales acadiennes, la première ayant lieu à Memramcook en 1881. Le débat nationaliste, inspiré par les œuvres de François-Edme Rameau de Saint-Père et stimulé par le clergé québécois, domine la littérature jusqu'en 1966. Présent dans les sermons des prêtres, les discussions et dans les médias – L'Évangéline et Le Moniteur acadien –, le débat englobe la politique, l'économie et la société La redécouverte de leur histoire inspire les Acadiens, un domaine où Pascal Poirier se démarque par ses écrits. Le débat nationaliste domine la production culturelle tout en favorisant la guérison du traumatisme de la déportation des Acadiens et la redéfinition de l'acadianité.
Il n'y a pas à proprement parler de classe sociale pouvant se permettre le mécénat jusqu'à la renaissance acadienne du XIXe siècle ; c'est alors que le clergé peut occuper ce rôle.

### Peinture et sculpture
Jusqu'au début du XXe siècle, la sculpture et la peinture est surtout réalisées par les décorateurs d'églises, parfois autodidactes. Parmi les principales œuvres toujours existantes, notons celles de Philomène Belliveau, Caroline Léger, Anna Bourque-Bourgeois, Jeanne Léger, Alma Buote et Yolande Boudreau, qui ont toutes étudié l'art à l'étranger. L'église Sainte-Anne-de-Kent, qui comptait entre autres des tableaux d'Édouard Gautreau, était surnommée la « chapelle Sixtine de l'Acadie » jusqu'à sa destruction dans un incendie en 2007. À partir des années 1930, le médecin québécois Paul Carmel Laporte enseigne la sculpture et le dessin à Edmundston et forme plusieurs artistes de renom, dont Claude Picard, Claude Roussel et Marie Hélène Allain.

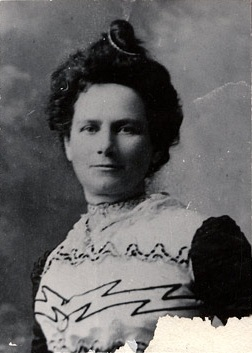
Philomène Belliveau
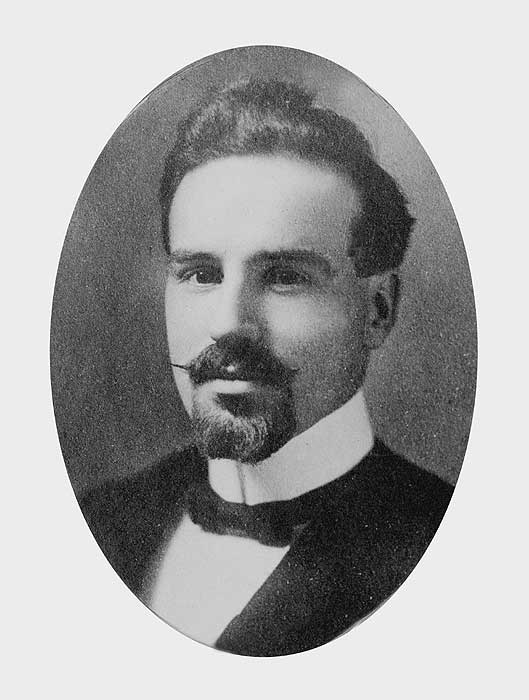
Paul Carmel Laporte

### Tapis houqués

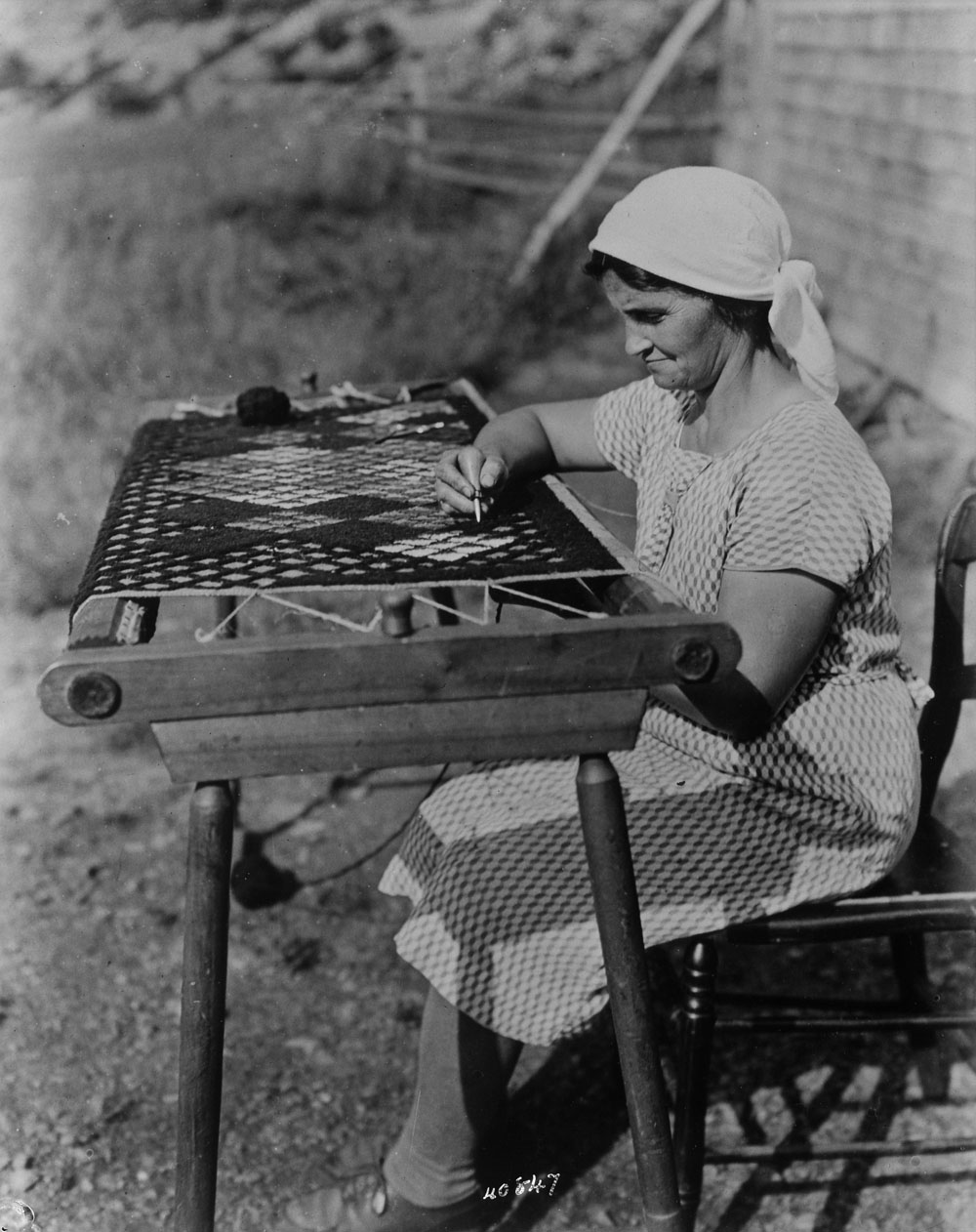
Femme fabriquant un tapis houqué en 1938.

La technique du tapis houqué (hooké) est introduite à Chéticamp après 1875 et commercialisée vers 1923 par l'Américaine Lillian Burke[réf. nécessaire]. La plupart des modèles se font en série mais certaines houqueuses comme Elizabeth LeFort se font connaitre pour leur murales, notamment La Dernière cène.

### Musique
Selon un vieux proverbe, les Acadiens sont nés avec la musique dans le sang. Le violoniste Arthur LeBlanc et la cantatrice Anna Malenfant se font connaître à l'étranger au début du XXe siècle. Eugène Lapierre – un Québécois d'origine acadienne – et Benoît Poirier deviennent des organistes réputés à Montréal.

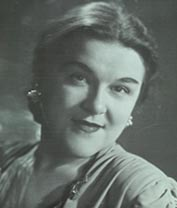
Anna Malenfant
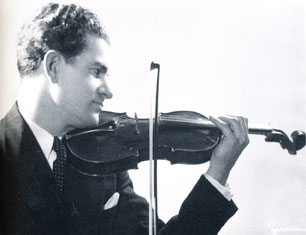
Arthur LeBlanc

### Littérature

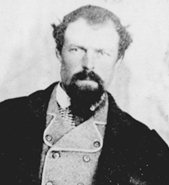
Gilbert Buote, auteur du premier roman acadien.

En poésie, F. Moïse Lanteigne et Napoléon-P. Landry sont à noter, de même qu'Antoine-J. Léger, Hector Carboneau et J.-Alphonse Deveau dans le roman. Le premier roman, Placide, l'homme mystérieux, publié en 1904 par Gilbert Buote, n'est toutefois pas nationaliste mais est une histoire policière se passant à New York. Eddy Lacroix publie le premier recueil de poésie, La Vie en croix, en 1948.

### Théâtre
Au cours de cette période, Alexandre Braud et Jean-Baptiste Jégo se démarquent au théâtre, ce dernier dépassant le thème nationaliste et mettant l'accent sur la lutte pour la liberté de l'enseignement, un thème aussi abordé par James Branch.

### Premières apparitions au grand écran
Le film américain An Arcadian Elopement, tourné en 1907, est le premier à traiter des Acadiens ; il reprend toutefois le mythe de l'Acadie terre promise. Entre 1908 et 1929 s'ensuivent six versions d'Evangéline, le poème d'Henry Longfellow inspiré de la déportation des Acadiens. C'est d'ailleurs cette œuvre qui inspire Evangeline (en), le premier film canadien, tourné en 1913. Les frères Joseph et Sam De Grasse comptent parmi les pionniers du cinéma américain durant les années 1910.  

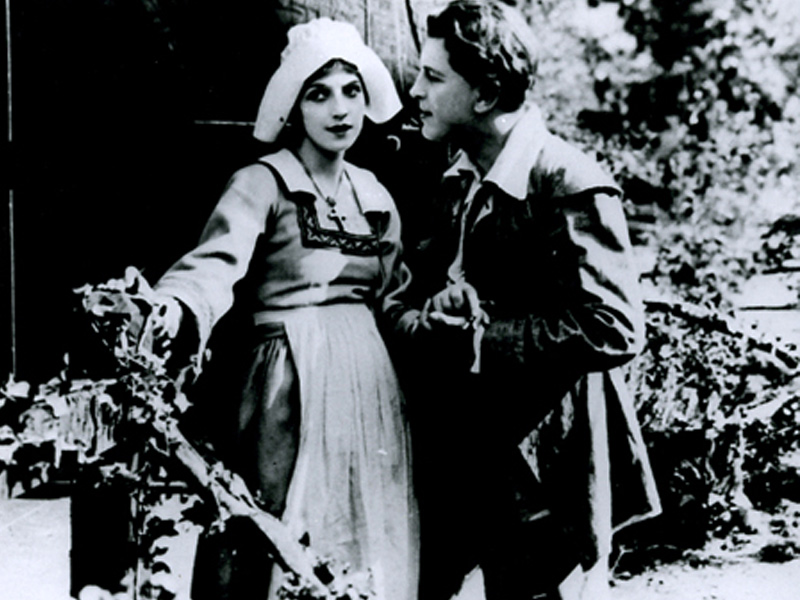
Scène du film Évangéline (1913).
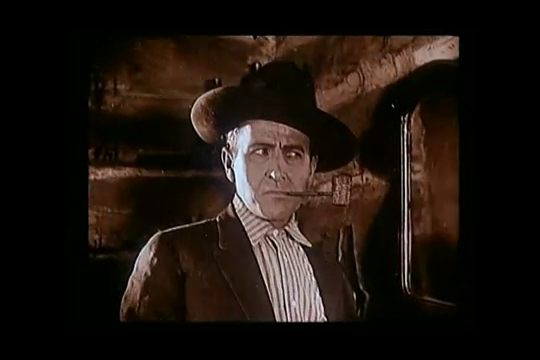
Sam De Grasse, dans La Fille des monts (1919).

L'Office national du film du Canada fonde un studio à Moncton en 1947. Le court-métrage The Acadians est coproduit par l'organisme la même année. L'enfilade de scènes pittoresques a été décrite comme un « chef-d’œuvre de condescendance coloniale ». Il faut attendre 1948 pour qu'un premier documentaire, Louisiana Story, de l'Américain Robert Flaherty, montre une image des Acadiens dénuée de tout mythes ou préjugés coloniaux. Les tapis houqués, déjà présent dans The Acadians, sont l'un des sujets d'un autre film sur les Acadiens, Coup d'œil, produit par l'ONF en 1950. En 1952, le Québécois Roger Blais réalise, pour le même studio, Voix d'Acadie, un court film d'archives considéré comme l'un des premiers témoins réels de la culture acadienne, dans ce cas la chorale du Collège Saint-Joseph. À noter que ces films sont distribuées en français au moins un an après la version anglaise et que Patrick Condom Laurette dénonce le fait qu'aucun film n'a été réalisé sur la chorale féminine du Collège Notre-Dame d'Acadie, pourtant considérée comme la meilleure au pays à l'époque.

## Des années 1950 aux années 1980
Le débat nationaliste n'est plus au centre de la pensée acadienne, car l'existence même de la communauté acadienne n'est plus en question. Dans les contexte des mouvements radicaux des années 1960, de la Révolution tranquille au Québec, du programme Chances égales pour tous de Louis Robichaud, le Rassemblement des jeunes, en 1966, remet en cause le débat nationaliste et rejette la culture traditionnelle acadienne. Les grèves étudiantes et les nuits de la poésie favorisent également ce mouvement, de même que le grand succès de La Sagouine d'Antonine Maillet, de la popularité des chansonniers, de la publication de jeunes auteurs et de la fondation des Éditions d'Acadie. Durant cette période du « retour à Beaubassin », des artistes acadiens du Nord se déplacent à Moncton, une situation expliquée par la présence des studios de la Société Radio-Canada et de l'Office national du film mais surtout de l'influence de l'Université de Moncton. Ce mouvement se poursuit jusque dans les années 1980 mais, malgré quelques succès cinématographiques, la censure, les problèmes de financement et le mercantilisme nuisent ensuite. 
Selon Patrick Condom Laurette et Claude Roussel, la situation politique de l'Acadie et la nature folklorique de son art laissent peu de place au futur,. D'ailleurs, un aspect résiduel de l'Acadie en tant que culture populaire, représenté par des œuvres comme Evangéline, inspire parfois encore les artistes, notamment Antonine Maillet avec Évangéline Deusse (1975)[réf. nécessaire] et Roméo Savoie avec son tableau Seal of Approval (1978) et son poème Eurydice voyeuse (1981). En 1982, le même artiste affronte plutôt le néant avec The Great Acadian Fan (1982). D'un autre côté, « un certain style » antimoderniste, d'aspect « folkesque », inspiré par le souci commercial et les médias, dérivé de l'œuvre des peintres religieux québécois du XIXe siècle, puis des sculpteurs sur bois, inspire des sculpteurs comme Claude Roussel et Raymond Martin. Les années 1980 sont une décennie de malaise pour de nombreux Acadiens et l'exposition Acadia Nova, organisée en 1981, survient au début d'une période où les artistes désacadianisent leur œuvre, car, selon Philippe Doucet, « l'enfant, qu'était l'Acadie pendant plusieurs siècles, a maintenant franchi le stage de son adolescence ».
Il faut attendre les années 1960 pour trouver de véritables initiatives de mécénat, quoique l'église du Christ-Roi, conçu en 19?? par Yvon Roy à Moncton, préfigure cette période.

### Peinture et sculpture
Claude Roussel met sur pied le département des arts visuels de l'Université de Moncton en 1963, permettant la formation structurée d'artistes. Le recteur de l'université, Clément Cormier, tente de « sortir les Acadiens de leur petit reste folklorique ». À la même époque, plusieurs artistes doivent encore suivre des cours à l'extérieur avant de poursuivre leur carrière en Acadie, dont Gertrude Godbout, Eulalie Boudreau, René Hébert, Georges Goguen, Roméo Savoie, Hilda Lavoie-Frachon et Claude Gauvin. Certains réalisent des peintures religieuses et murales pour les églises, dont Claude Picard et Ernest Cormier. Les sculptures environnementales en pierre de Marie-Hélène Allain sont exposées dans plusieurs édifices publics. Nelson Surette se fait connaître grâce à ses tableaux représentant la vie quotidienne. Adrien Arsenault est aussi reconnu. Nérée De Grâce puise son inspiration dans le folklore acadien et ses tableaux se retrouvent dans plusieurs collections à travers le monde, ainsi que sur un timbre de 1981. Les musées canadiens possèdent des œuvres d'autres artistes, dont les plus connus sont les sculpteurs Arthur Gallant, Alfred Morneault et Octave Verret ainsi que les peintres Léo B. LeBlanc, Médard Cormier et Camille Cormier.

### Poésie
Donat Coste, un acadien de la diaspora, dénonce l'hypocrisie de la société moderne en 1957 dans L'Enfant noir. Un autre Acadien de la diaspora, Ronald Després, décrit le monde de façon tragiquecomique dans ses nombreux poèmes et son roman Le Scalpel interrompu.
La poésie est la première forme littéraire à être influencée par le renouveau idéologique et social des années 1960. Ses thèmes sont centrés sur l'Acadie, la recherche d'identité et le rejet des valeurs traditionnelles. Entre 1973 et 1976, quatre poètes marquent la littérature par leur langage familier et leur recherche stylistique. Raymond Leblanc illustre le désir de bâtir un pays tandis que Herménégilde Chiasson dénonce le « mort-vivant » collectif, quand ils n'écrivent pas sur l'amour et la vie quotidienne, sans prétentions politiques. Guy Arsenault traite de façon légère la façon dont l'Acadie est dépréciée alors qu'Ulysse Landry dénonce l'envahissement et la dépréciation de la vie quotidienne par la modernité. 
Par la suite, Roméo Savoie s'intéresse à la philosophie et Gérald Leblanc introduit une inspiration cosmopolite. Léonard Forest, autant poète que cinéaste, s'inspire de ces cultures étrangères. Rose Després et Dyane Léger créent un genre de surréalisme naturel, l'une en se libérant du passé en cherchant la justesse et l'autre en s'entourant d'un monde magique. D'autres poètes, comme Huguette Légaré, Clarence Comeau, Daniel Dugas, Huguette Bourgeois, Robert Pichette et Melvin Gallant étudient les émotions.

### Romans
Antonine Maillet termine le roman Pointe-aux-Coques en 1958 ; en examinant la vie quotidienne d'un village, elle suit le courant de désintéressement envers la pensée nationaliste. Antonine Maillet reste pourtant la principale écrivaine ; son œuvre mêle l'épopée aux événements du quotidien et s'inspire de la tradition orale et du folklore acadien. Elle obtient le prix Goncourt en 1979 pour son roman Pélagie-la-Charrette.
Depuis Antonine Maillet, la littérature est marquée par la mer et la dramatique. Laurier Melanson et Jeannine Landry Thériault décrivent la vie villageoise, souvent de façon satirique. Germaine Comeau, Melvin Gallant, Anne Lévesque et Jacques Savoie explorent le destin personnel. France Daigle offre quant à elle une vision moderne et abstraite du monde. Louis Haché décrit l'histoire de la Péninsule acadienne grâce à sa connaissance des archives, Régis Brun met en scène des gens ordinaires ayant soif de liberté et de joie de vivre dans une histoire révisionniste et Claude Le Bouthillier réalise l'utopie de redonner aux Acadiens leur pays. D'ailleurs, L'Acadie perdue de Richard Roy, L'Acadie du discours de Jean-Paul Hautecoeur et La Question du pouvoir en Acadie de Léon Thériault sont des études historiques méritant leur place dans la littérature acadienne par leur érudition et leur influence. L'autobiographie Mémoires d'un nationaliste acadien, de Calixte Savoie, est également à noter.

### Théâtre

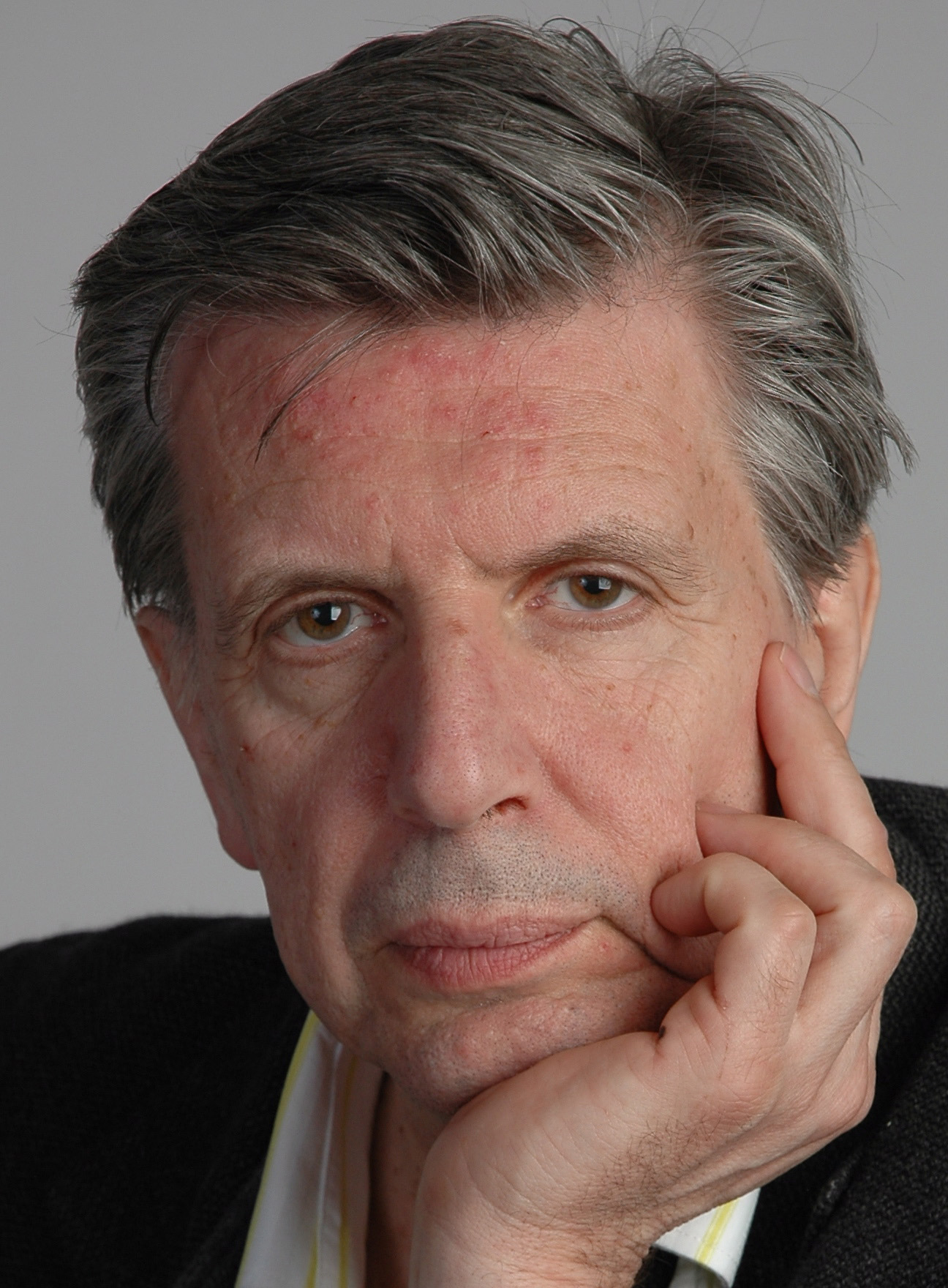
Herménégilde Chiasson

La Troupe Notre-Dame de Grâce de Moncton, première véritable compagnie de théâtre, est fondée par Laurie Henri en 1956,. La troupe vie des moments forts en 1976 avec la présentation de Les Pêcheurs déportés de Germaine Comeau et de Les Crasseux d'Antonine Maillet. 
Depuis ce temps, des compagnies professionnelles comme le Théâtre populaire d'Acadie (TPA) de Caraquet et le Théâtre l'Escaouette de Moncton sont à l'avant plan du théâtre acadien. Le TPA a présenté plusieurs pièces de Jules Boudreau, notamment Louis Mailloux (1975), un drame musical écrit en collaboration avec Calixte Duguay sur le thème de l'affaire Louis Mailloux, ainsi que Cochu et le Soleil (1977), basée sur la déportation des Acadiens. Outre ces thèmes historique, Jules Boudreau explore aussi des sujets contemporains d'un point de vue humoristique. Le TPA a aussi produit, entre autres, l'adaptation du roman La Marie Como (1980) de Régis Brun, le théâtre pour enfants Rosine et Renixou (1983) de Roseline Blanchard et René Cormier et finalement Zélica à Cochon Vert (1986) de Laurier Melanson.
L'œuvre d'Herménégilde Chiasson, tantôt sérieuse, tantôt humoristique, touche trois thèmes: le fantastique, les mondes imaginaires et les merveilles dans Becquer Bobo (1976), Mine de Rien (1980), L'Étoile de Mine de Rien (1982) – écrite en collaboration avec Roger LeBlanc – et Atarelle et les Pakmaniens (1983) – faisant l'objet d'une tournée européenne en 1985 –, l'histoire révisionniste dans Histoire et histoire (1980) et Renaissances (1984); la farce, l'humour, le burlesque dans Au plus fort la poche (1977), Cogne Fou (1981) et Y'a pas que des maringouins dans les campings (1986). Ces pièces furent présentées pour la plupart au Théâtre L'Escaouette mais le TPA a aussi produit L'Amer à boire en 1977, alors que c'est l'Université de Moncton qui a produit Au plus fort la poche et Becquer Bobo. Le Théâtre L'Escaouette a produit Le Pêcheur ensorcelé (1979) de Marie Pauline et Le Gros Ti-Gars (1985), de Gracia Couturier, deux pièces pour enfants. Gracia Couturier fait preuve d'une grande maîtrise du texte et du genre dramatique, tel qu'elle le démontre également dans ses quatre pièces présentées au Théâtre de Saisons de Shippagan.
D'autres dramaturges marquent l'histoire du théâtre acadiens, tels que Raymond Leblanc, avec  As-tu vu ma balloune (1979) et Fonds de culottes (1981) ; Clarence Comeau avec Au pays des côtes (1978) et Premières neiges d'automne ; Gérald Leblanc, Les Sentiers de l'espoir (1983) et Marcel Thériault, J'avais dix ans (1983).
La situation linguistique dans les communautés acadiennes de la Nouvelle-Écosse et de l'Île-du-Prince-Édouard rend la production théâtrale plus difficile, quoique Jules Chiasson, Jean-Douglas Comeau et Paul Gallant sont à noter. Ce dernier, et surtout Claude Saint-Germain et Léonie Poirier se sont tournés vers le théâtre d'été. Pierre Guérin a publié des pièces, dont Opération Médusa (1974), qui n'ont pas été jouées. En fait, si l'on excepte les pièces d'Antonine Maillet, le répertoire de pièces acadiennes publiées à la fin du XXe siècle comptait seulement huit titres.

### Fondation d'un véritable cinéma acadien
Selon Patrick Laurette, le cinéma acadien découle de l'activité théâtrale au Collège Saint-Joseph de Memramcook.

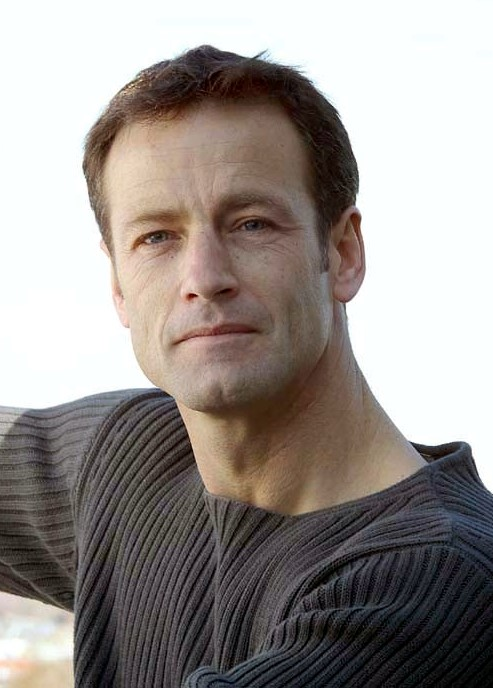
Phil Comeau

L'Acadien Léonard Forest, entré à l'ONF en 1953, produit 60 films durant trente ans, dont certains ayant trait à l'Acadie, dont il est l'un des « poètes le plus lyrique ». Forest, appuyant probablement la pensée du Français Émile Durkheim, considère que le documentaire fait partie de l'évolution de la pensée acadienne et est comparé au Britannique John Grierson, sauf pour son refus d'outrepasser l'esthétique, mais est probablement plus inspiré par l'Américain Robert Flaherty dans son désir de dégager le récit des vies individuelles et réelles. Il s'inspire du néoréalisme italien des années 1940 et 1950. En 1954, il produit un premier film, La femme de Ménage, réalisé par Roger Blais d'après le roman d'Anne Hébert. Le documentaire Les Aboiteaux, considéré comme le réel début du cinéma acadien, est réalisé par Roger Blais en 1955, selon un scénario de Léonard Forest, souvent improprement décrit comme le réalisateur. Ce film mêle le documentaire et la fiction. Les Pêcheurs de Pomcoup, écrit et réalisé par Forest en 1956, est le premier documentaire maritime. D'inspiration mystique mais montrant de façon réaliste des pêcheurs d'espadons, il est un contrepoint entre l'équipage en mer et les villageois. Léonard Forest prend dix ans à réaliser le court-métrage Acadie Libre (1969) sur un colloque tenu en 1966 sur la situation socio-économique des Acadiens. Il constitue en fait un préambule du long-métrage Les Acadiens de la Dispersion, réalisé en 1967. Ce film, rejeté par les intellectuels mais applaudi par les jeunes, examine la culture acadienne sur le plan international. En 1971, Forest réalise, dans la veine du cinéma direct, le premier film expérimental, La Noce est pas finie, avec la musique de Georges Langford et la participation de pêcheurs à titre d'acteurs. L'action, improvisée, se déroule dans le village fictif de Lachigan et est une parabole de la transformation culturelle de l'Acadie. D'ailleurs, son dernier film, le documentaire Un soleil pas comme ailleurs réalisé en 1972 sur la situation socio-économique de la Péninsule acadienne, montre des Acadiens prenant parole contre le gouvernement tentant de les déplacer en ville.
Contrairement à Léonard Forest, qui laisse l'identité acadienne se manifester d'elle-même, les réalisateurs québécois Michel Brault et Pierre Perrault doivent la révéler. Ainsi, dans Éloge du chiac (1969), une institutrice discute avec ces élèves afin d'expliquer la nature du chiac. L'Acadie, l'Acadie, diffusé en 1971, est un documentaire sur les mouvements étudiants à l'Université de Moncton entre 1968 et 1969.
Le cinéma acadien est encore largement lié à l'ONF et dépend aussi de l'aide du Conseil des Arts du Canada et de Téléfilm Canada, une situation expliquant la grande place du documentaire. Une initiative privée se développe toutefois à Moncton, Caraquet et Meteghan; Denis Godin, Phil Comeau, Rodolphe Caron, Herménégilde Chiasson et Clay Boris réalisent chacun des films avec d'autres studios que l'ONF entre 1977 et 1986.
En 1974, le programme de langue française de l'ONF est décentralisé, dans le cadre de Régionalisation Acadie, faisant de Moncton une plaque tournante du cinéma acadien; cette année a improprement été décrite comme celle de sa naissance. Paul-Eugène LeBlanc produit douze films à l'ONF de 1974 jusqu'en 1980, avec pour réalisateurs Charles Thériault (Une simple journée), Luc Albert (Y a du bois dans ma cour), Anna Girouard (Abandounée), Claude Renaud (La Confession), Phil Comeau (La Cabane, Les Gossipeuses), Robert Haché (Au boutte du quai), Laurent Comeau, Suzanne Dussault et Marc Paulin (Le Frolic, cé pour ayder), Denis Godin (Armand Plourde, une idée qui fait son chemin) et Claude Renaud (Souvenir d'un écolier). Rhéal Drisdelle produit en 1981 les films de Denis Morissette (Arbres de Noël à vendre) et de Phil Comeau (J'avions 375 ans).

## Des années 1980 à nos jours
Au XXIe siècle, les sciences et technologies ont toujours tendance à être mises de côté en faveur de l'industrie et des arts, une situation que le physicien Alain Haché déplore mais explique par des raisons historiques.

### Peinture et sculpture
La galerie d'art de l'Université de Moncton ouvre ses portes en 1980, à une époque où de nombreux artistes sont toujours installés à Montréal ou Halifax.
Claude Picard et Claude Roussel réalisent en 1987 les tableaux et les bas-reliefs de l'église souvenir de Grand-Pré. Une nouvelle génération d'artistes se taille une place en s'inspirant de préoccupations modernes mais aussi d'autres sujets : Paul-Édouard Bourque, Jacques Arseneault, Francis Coutellier, Marc Cyr, Pierre Noël LeBlanc, Anne-Marie Sirois, Lucille Robichaud, Lionel Cormier, Luc A. Charette, Daniel Dugas, Guy Duguay, Roger Vautour, Ghislaine McLaughlin, Gilles LeBlanc, Georges Blanchette, Gilles Arsenault, Hélène LaRoche et André Lapointe. Outre le cinéma, la littérature et le théâtre, Herménégilde Chiasson se démarque aussi dans la peinture. Yvon Gallant est l'un des peintres acadiens les plus prolifiques. Robert Saucier, Jocelyn Jean et Paul-Émile Saulnier sont considérés comme des artistes acadiens même s'ils ont décidé de s'installer au Québec.
En 1990, l'entreprise Croix-Bleue censure l'œuvre Stairway to Heaven de Luc Charette, montrant un crucifix sur un avion de chasse.

### Musique
Le pianiste classique Roger Lord gagne de nombreux concours. Le pianiste Paul Saulnier, le violoniste Kenneth Saulnier et le duo formé par Wendell et Philip d'Eon sont aussi à noter.

### Littérature
La littérature est de plus en plus considérée comme une institution. Le nombre de maisons d'éditions augmente, la littérature acadienne est désormais enseignée à l'université et des anthologies sont publiées, permettant tout à la fois la récupération d'œuvres anciennes et la popularisation de nouveaux auteurs mais forçant aussi la création de meilleurs textes. La littérature acadienne est d'ailleurs de plus en plus reconnue au Canada comme aux États-Unis et en France. La poésie garde sa popularité, notamment avec l’œuvre de Serge Patrice Thibodeau, alors que le roman historique et l'essai prennent de la vigueur et que les romans pour enfants gagnent en réputation. 

### Théâtre
Antonine Maillet, de renommée internationale, poursuit sa carrière avec Carrochés en Paradis (1986), Margot la folle (1987) et William S. (1991). Viola Léger, vedette de sa pièce La Sagouine, fonde sa propre troupe de théâtre dont la pièce Harold et Maude (1987), adaptation du film de Colin Higgins, est vue par dix mille personnes.

### Cinéma et télévision
En 1981, le programme Régionalisation Acadie devient Production française / Acadie, avec toute sa production à Moncton. De 1982 à 1986, Éric Michel, de l'ONF, produit les films de Jacques Savoie (Massabielle), Claudette Lajoie-Chiasson (Une sagesse ordinaire), Serge Morin (De l'autre côté de la glace et Sorry Pete), Betty Arsenault (Bateau bleu, maison verte), Lajoie-Chiasson (Une faim qui vient de loin) et Herménégilde Chiasson (Toutes les photos finissent par se ressembler).
Plusieurs des premiers films acadiens sont retirés en 1967, année du centenaire du Canada, ou dans les années suivantes, mais sont à nouveau disponibles sur le site web de l'ONF. L'impossibilité qu'a eu l'organisme à fournir des informations sur ses films et artisans acadiens durant une longue période, de même que sa réorganisation, a également été dénoncée par Patrick Condom Laurette. En 1989, la Télévision de Radio-Canada diffuse la série Ciné-Acadie, animée par Monique Leblanc, une première véritable anthologie du cinéma acadien, laissant une place d'honneur à Léonard Forest – six de ses films – et aux documentaires – ils constituent alors les deux tiers du répertoire.
Selon Patrick Laurette, les courts-métrages satirique de Robert Awad et les animations d'Anne-Marie Sirois sont probablement les films acadiens les plus impressionnants, dans le contexte des productions de l'ONF.
Une autre série télévisée notable est Belle-Baie, diffusée depuis 2008.
Le film Lost Song, de Rodrigue Jean, gagne le prix du meilleur film canadien au Festival international du film de Toronto en 2008.[réf. nécessaire]

### Bande-dessinée
Acadieman est l'une des premières bandes dessinées acadiennes, créée par Daniel « Dano » Leblanc au début des années 2000; adapté en série animée à partir de 2005, le succès du personnage mène à la production du long métrage Acadieman vs. le C.M.A. en 2009.[réf. nécessaire]